# Донли, Джейми
Джейми Пол Донли (англ. Jamie Paul Donley; родился 3 января 2005, Морпет) — британский футболист, нападающий клуба «Тоттенхэм Хотспур».

## Клубная карьера
Уроженец Антрима (Северная Ирландия), Донли вырос в Колчестере (Эссекс, Англия) и выступал за детскую команду «Колчестер Вилла»; в возрасте восьми лет начал играть за футбольную академию лондонского клуба «Тоттенхэм Хотспур». 12 января 2022 года подписал свой первый профессиональный контракт со «шпорами». В основном составе «Тоттенхэм Хотспур» дебютировал 3 декабря 2023 года в матче Премьер-лиги против «Манчестер Сити», выйдя на замену Бреннану Джонсону.

## Карьера в сборной
Выступал за юношеские сборные Англии и Северной Ирландии разных возрастов.